# El Vergel, Tlaxiaco
El Vergel är en ort i Mexiko.   Den ligger i kommunen Heroica Ciudad de Tlaxiaco och delstaten Oaxaca, i den sydöstra delen av landet, 290 km sydost om huvudstaden Mexico City. El Vergel ligger 2 027 meter över havet och antalet invånare är 329.
Terrängen runt El Vergel är huvudsakligen kuperad, men söderut är den bergig. Runt El Vergel är det ganska glesbefolkat, med 22 invånare per kvadratkilometer. Närmaste större samhälle är Heroica Ciudad de Tlaxiaco, 5,4 km nordost om El Vergel. I omgivningarna runt El Vergel växer huvudsakligen savannskog.